# Jiří Jilovský
Jiří Jilovský (15. března 1884 Královské Vinohrady – 16. února 1958 Praha) byl český malíř, grafik a scénograf.

## Život
Narodil se na pražském předměstí Královských Vinohradech v židovské rodině obchodníka Josefa Jilovského (1852–1921) a jeho manželky Julie (1863–1939), rozené Hellerové. Měl šest sourozenců.
Navštěvoval českou základní školu a po jejím absolvování byl rodinou předurčen k povolání obchodníka. V roce 1900 proti otcově vůli začal studovat na Uměleckoprůmyslové škole v Praze. Nastoupil do ateliéru E. K. Lišky a Jakuba Schikanedera, ale své vzdělání si ještě rozšiřoval u prof. Jana Preislera a Felixe Jeneweina. V roce 1904 přestoupil na Akademii výtvarných umění v Praze, kde studoval ve speciálce Františka Thieleho. Roku 1907 studium absolvoval a poté krátce pobýval za účelem dalšího zdokonalování v Mnichově.
V roce 1908 se vrátil do Prahy zařídil si podkrovní atelier v Haštalské ulici č. 6, který užíval až do konce 30. let. V letech 1904–1909, 1912 a 1914 byl na studijních cestách v Rakousku, Německu, Švýcarsku, Itálii a Francii. Od roku 1904 se Jilovský věnoval také Ex libris a v různých grafických technikách jich vytvořil na 120 kusů. Byl členem „Spolku německých výtvarných umělců v Čechách“, spolku „Hagenbund“ a „Svazu německých spisovatelů a umělců CONCORDIA“.V lednu roku 1915 se účastnil „Panama-Pacific International Exposition“ v San Franciscu a v únoru narukoval do první světové války jako dobrovolník k pěchotě a v následujícím roce se dostal na bojiště v Haliči. Zde mimo jiné kreslil portrétní studie rakouských vojáků všech typů, hodností a národností. V únoru roku 1917 měl první samostatnou výstavu v Rubešově salonu v Praze, později vystavoval v Ústí nad Labem, Brně, Linci, Vídni, v Berlíně, Vratislavi, Hamburku, Mnichově, Drážďanech a St. Louis. V září roku 1921 byl jmenován uměleckým vedoucím propagačního oddělení společnosti „La Tricolore“ v Praze.
V roce 1924 se oženil s Marií Meuselovou, která byla činná jako dámská krejčová v Praze. V manželství se jim narodili dva synové, Hanuš (1926) a Arnošt (1931). V roce 1927 uspořádala Krasoumná jednota v Rudolfinu výstavu Jilovského Ex-libris. Od roku 1928 Jilovský pracoval jako jevištní výtvarník pro Nové německé divadlo v Praze. K významnějším realizacím patřila například výprava Meyerbeerovy opery Hugenoti (1928), Mozartova Figarova svatba nebo Shakespearova divadelní hra Romeo a Julie (1929). Mezi jeho nejzdařilejší divadelní realizace patřila však scénická výprava k opeře Jaromíra Weinbergera Švanda dudák (1929). V roce 1931 obdržel za své inscenace pro Nové německé divadlo státní cenu. Ve 30. letech vytvořil Jilovský pro pražské listy také řadu karikatur hudebníků, např. A. Zemlinského, E. Schulhoffa, režiséra R. Stadlera, kritika F. Adlera a mnoho dalších.

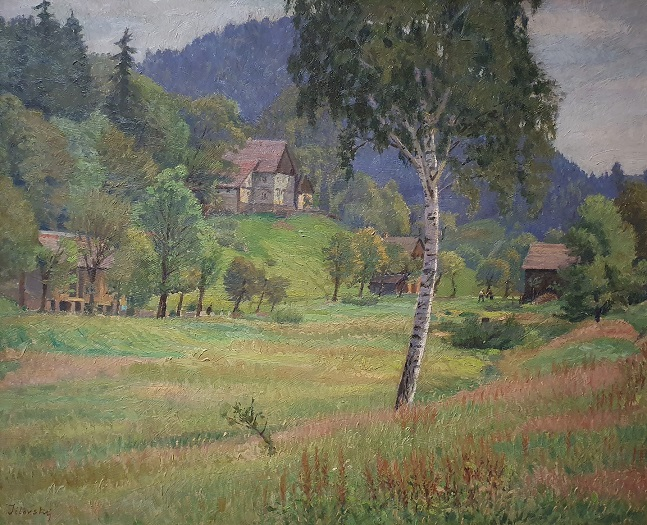
Jilovského krajinomalba (soukromá sbírka)

Po nacistické okupaci českých zemí byli postupně do terezínského ghetta deportováni Jilovského sourozenci se svými rodinami a nakonec také jeho starší syn Hanuš. Začátkem března 1943 byl Jiří Jilovský s manželkou Marií zatčen pro ilegální korespondenci se svým synem. Koncem září 1943 byli deportováni do věznice gestapa na Malé pevnosti v Terezíně, odkud byl Jilovský poslán v únoru 1944 do Osvětimi a jeho žena do Ravensbrücku. V listopadu 1944 se Jiří Jilovský dostal do Sachsenhausenu, kde se stal členem tzv. „padělatelského komanda“. Koncem února 1945 byla padělatelská dílna evakuována do Mauthausenu, v březnu do tábora Schlier-Redl-Zipfu a nakonec do koncentračního tábora v Ebensee. Ten byl v květnu roku 1945 osvobozen americkou armádou. Dne 21. května 1945 se Jiří Jilovský vrátil po dvou letech v nacistických koncentračních táborech do Prahy. V Osvětimi zahynuli jeho synové Hanuš a Arnošt, mnozí z jeho sourozenců a příbuzných. Jeho manželka Marie onemocněla v Ravensbrücku plicní tuberkulózou a na její následky v lednu 1948 zemřela.
Jilovský se snažil vrátit ke své práci, od roku 1949 byl členem Spolku sběratelů a přátel exlibris v Praze a krátce také členem nově založeného Svazu československých výtvarných umělců.
Zemřel po krátké nemoci 16. února 1958 v Praze.

## Zastoupení ve sbírkách
- Židovské muzeum v Praze
- Památník Terezín
- Národní Galerie v Praze
- Národní muzeum v Praze
- Uměleckoprůmyslové muzeum v Praze
- Muzeum hlavního města Prahy

## Výstavy
- 2019 Jiří Georg Jílovský: Pražský romantik, Galerie Smečky, Praha, 4. září - 2. listopad 2019